# パルダ

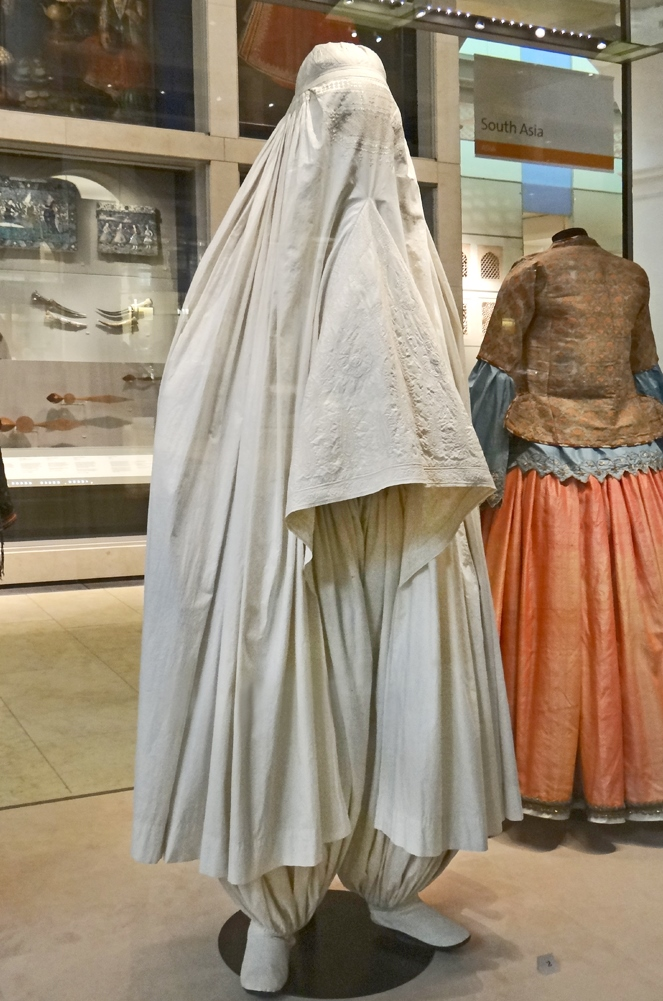
ブルカ

パルダ (Purdah) は、南アジアを中心とした地域で行われている、女性を社会から隔離する風習や制度である。

## 概要
ペルシア語で「幕」や「カーテン」を意味するパルダは、南アジア、中央アジアのイスラム教社会の比較的高い身分の家庭を中心にして行われている制度である。また、ヒンドゥー教の高位カーストにもパルダと同様の風習をもつ地域がある。
イスラム教では性の欲望は天国の味見と言われ積極的に楽しむべきものとされており、異性を見て性的に興奮してしまうことは人間にとって仕方のないこととしている。そして、それを防止するには男女の生活を分離させ互いを見なければ良い、という工夫からパルダの風習が生み出された。
パルダの実施は地域や階層、家庭の方針によって違いがあり、たとえばバングラデシュでは、パルダを順守しているかどうかがその女性の美徳や家族全体の社会的評価をあらわすといわれる。もっとも厳格な方法では妙齢の女性は垣根を施した家の中で過ごすことを義務とされ、外出する場合にはブルカなどのベールで頭から足先まで全身を覆い、近親者のエスコートの元に、なるべく夜に外出することが求められる。また、男性側にも道でパルダを行っている女性に行き会った場合、相手が身を隠すための配慮が求められ、それを怠ることは非難や処罰の対象となる。
19世紀より、パルダは女性の就業や社会進出を阻害するだけでなく、女子の就学の妨げや早婚、幼児婚の原因となっているという議論が盛んになった。ボーパール藩王国のスルタン・ジャハーン・ベーガムは著書『ムスリム女性の慎み』において、パルダ制度への批判は西洋崇拝の価値観であり、イスラームの教えに反している。パルタ制度は女性の健康と貞操を守るために必要であり、女性が一方的に拘束されているのではなく、女性がパルダ制度を男性に守らせる責任を負わせているのだと論じている。
パルダ制度が厳格な社会では、女性が寡婦になるなど家族から男性成員が欠けた場合の就業機会は限られており、外に出て働く女性に対する社会からの目は厳しい。バングラデシュでは、近年は縫製業が盛んになるなど女性の就業機会が増え、統計的に女子の就学率が男子と拮抗するなど、女性隔離の慣行は見直される傾向にあると言われる。反面、女性が路上で酸をかけられる事件が頻発するなど、南アジアでは女性解放の反動が社会問題となっている。